# 申文㦪
申文㦪（越南语：／；1804年—1872年），字凝之，號魯亭，越南阮朝官员。

## 生平
申文㦪为總督申文權之子。
嗣德二十四年（1871年），平定海防使指参所办不合，降二级离，因病留治。次年（1872年）十一月过世，享寿六十九岁，身后恢复原衔。

## 家庭
申文㦪有三子：
- 子申仲㤖官至绥安府知府
  - 孙申仲忔
  - 孙申仲憬
- 子申仲𢤮，娶阮福洪侅幼女阮氏如璠，生2子2女[3]
  - 孙女申氏南珍，嫁陳文章，女儿陈丽春[4]
- 子申仲悛

## 引用
1. 1 2 3  《大南实录》申文㦪传
2. ↑  《大南實錄》正編第四紀 卷四十七 嗣德二十五年十一月 原平富總督降三級調申文㦪卒條。
3. ↑   (PDF). 南風_(越南雜誌). 1918年, 第三卷 (第十五冊)  [2022-09-21]. （原始内容存档 (PDF)于2022-09-20）.
4. ↑  Lê Nguyễn. . Báo Công an Nhân dân điện tử. 2016-03-22  [2022-09-21]. （原始内容存档于2022-09-22） （越南语）.